# Спасоје Смиљанић
Спасоје Смиљанић (Кућани, 1. март 1947) бивши је командант РВ и ПВО, генерал-пуковник авијације за време НАТО бомбардовања СРЈ.

## Биографија
Завршио је 1964. године Ваздухопловну војну академију у Мостару, 1967. Ваздухопловну војну академију у Задру. Током усавршавања 1979. године завршио је Командно-штабну академију РВ и ПВО и 1988. године Командно-штабну школу оператике РВ и ПВО.
У пилотској каријери летео је 31 годину на борбеном авиону МиГ-21. Носилац је златног пилотског знака и звања инструктор летења.
Обављао је дужности: командира ловачке ескадриле, помоћника команданта пука за летачке послове, начелника Штаба пука, начелник Одељења за наставне послове, начелник Одељења за оперативне послове, начелник Органа за оперативно-наставне послове.
Унапређен је у чин генерал-мајора 1994, у чин генерал-потпуковника 1998, у чин генерал-пуковника 1999. године.
У времену од 20. јануара 1999. до 5. августа 2001. године обављао је дужност команданта РВ и ПВО.
Пензионисан је 30. октобра 2001.
Носилац је више одликовања, међу којима ратног одликовања орден ратне заслуге првог степена и одликовања министра одбране Руске Федерације, Медаља за јачање борбеног другарства.